# Heinrich Ohlhorst
Heinrich Ohlhorst (* 4. September 1878 in Hohenholz; † 23. Oktober 1969 in Steinhude) war ein deutscher Politiker (SPD).

## Leben
Heinrich Ohlhorst wurde als Sohn eines Webermeisters geboren. Nach dem Schulbesuch absolvierte er von 1892 bis 1895 eine Weberlehre im väterlichen Betrieb und arbeitete im Anschluss als Weber in Steinhude. Von 1914 bis 1918 nahm er als Soldat am Ersten Weltkrieg teil.
Ohlhorst war Vorsitzender des SPD-Ortsvereins Steinhude. 1931 wurde er als Abgeordneter in den Landtag des Freistaates Schaumburg-Lippe gewählt. Aus Protest gegen die politische Entwicklung legte er 1933 zusammen mit den sozialdemokratischen Abgeordneten Wilhelm Behrens, Wilhelm Kuhlmann und Franz Reuther sein Landtagsmandat nieder.
Nach der Machtübernahme der Nationalsozialisten wurde er 1933 im Gerichtsgefängnis Stadthagen vorübergehend in „Schutzhaft“ genommen. Im Zuge der Aktion Gitter wurde er 1944 kurzzeitig inhaftiert, aus gesundheitlichen Gründen aber nach zwei Tagen wieder entlassen.
Heinrich Ohlhorst war seit 1906 verheiratet und hatte ein Kind.